# Tatarstan Airlines
Tatarstan Airlines (russisch Авиакомпания Татарстан, auch Tatarstan Air Company) war eine russische Fluggesellschaft mit Sitz in Kasan in Tatarstan und Basis auf dem Flughafen Kasan. Sie verlor Ende 2013 nach einem schweren Unfall ihre Betriebserlaubnis.

## Geschichte
Tatarstan Airlines wurde 1993 gegründet, die Betriebsaufnahme erfolgte noch im selben Jahr.
Nach dem schweren Unfall vom 17. November 2013 (siehe unten) wurde der Gesellschaft zum 31. Dezember 2013 durch die russische Aufsichtsbehörde aufgrund von Verstößen gegen sicherheitsrelevante Regularien ihre Lizenz entzogen. Sie darf daher keine Flüge mehr durchführen.

## Flugziele
Tatarstan Airlines führte Liniendienste mit Fokus auf Ziele innerhalb Russlands sowie Charterflüge durch, wobei im Chartersegment vor allem die Türkei und Ägypten von Bedeutung waren.

## Flotte

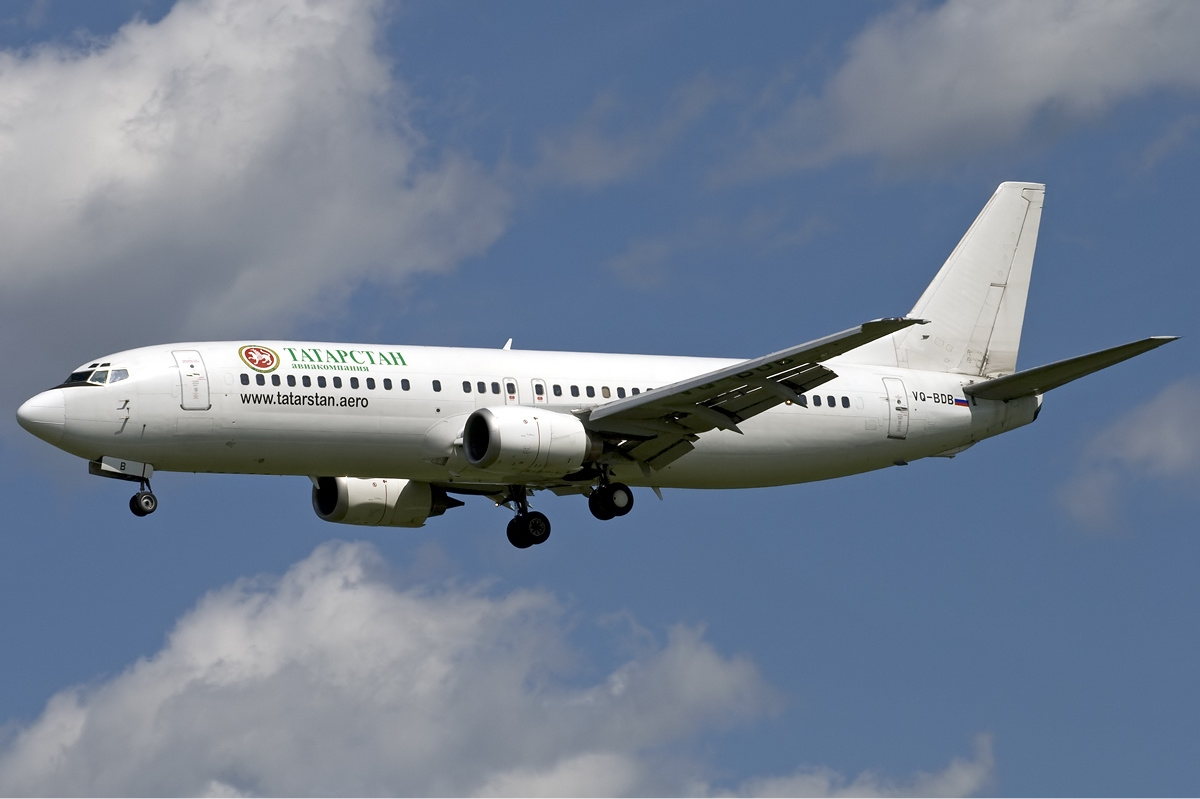
Eine Boeing 737-400 der Tatarstan Airlines

### Flotte bei Betriebseinstellung
Mit Stand November 2013 bestand die Flotte der Tatarstan Airlines aus 24 Flugzeugen:

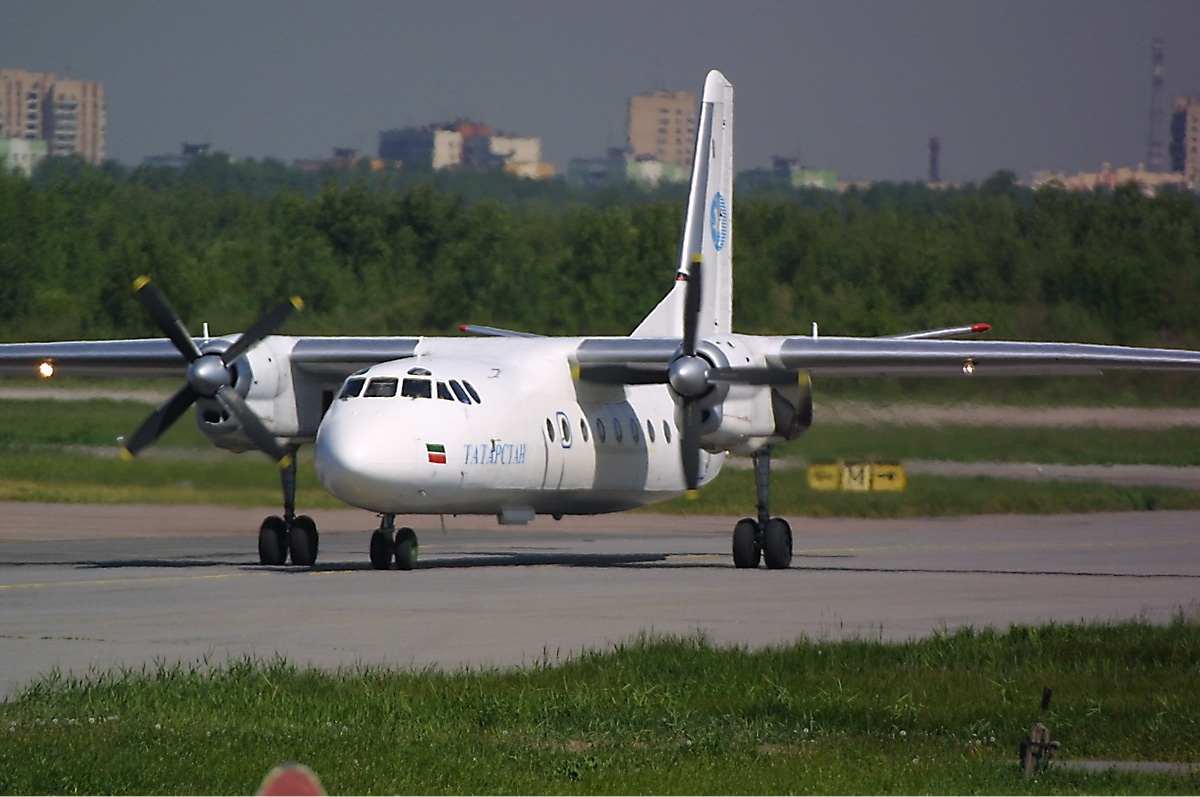
Eine Antonow An-24 der Tatarstan Airlines

- 06 Airbus A319-100
- 01 Boeing 737-400
- 15 Cessna 208 Grand Caravan
- 02 Tupolew Tu-154

Bestellungen
- 04 Bombardier CRJ900

### Zuvor eingesetzte Flugzeuge
Zuvor wurden auch folgende Flugzeugtypen eingesetzt:
- Antonow An-24
- Iljuschin Il-86
- Jakowlew Jak-42
- Tupolew Tu-134

## Zwischenfälle
- Im September 2010 geriet Tatarstan Airlines in die Schlagzeilen, nachdem sechs Passagiere während eines Fluges von Ankara nach Jekaterinburg während des Fluges in der Kabine stehen mussten, da keine Sitzplätze mehr frei waren. Grund hierfür war, dass die Fluggesellschaft den vollständig ausgebuchten Flug statt mit einer geplanten 148-sitzigen Boeing 737 mit einem anderen Flugzeug der gleichen Baureihe durchführte, welches jedoch nur über 142 Sitzplätze verfügte.[8]

- Am 17. November 2013 verunglückte eine aus Moskau kommende Boeing 737-500 der russischen Tatarstan Airlines (Luftfahrzeugkennzeichen VQ-BBN) bei der Landung auf dem Flughafen Kasan. Die Maschine stürzte beim Durchstarten aufgrund eines Strömungsabrisses ab. Alle 44 Passagiere und die sechs Besatzungsmitglieder starben (siehe auch Tatarstan-Airlines-Flug 363).[9][10]